# Lotusiphantes nanyuensis
Lotusiphantes nanyuensis är en spindelart som beskrevs av Chen och Yin 200. Lotusiphantes nanyuensis ingår i släktet Lotusiphantes och familjen täckvävarspindlar. Inga underarter finns listade i Catalogue of Life.